# Kila
Kíla ali hêrnija (latinsko hernia; pogovorno: pruh) pomeni izrast ali preboj organa ali dela organa skozi steno votline, v kateri se nahaja, pri čemer nastane izboklina. Najpogosteje se kile pojavljajo zaradi povečanega pritiska v notranjosti votline ali zaradi oslabitve sten, ki sestavljajo votlino. 
Pri ljudeh je večina primerov kile ali hernije v trebušni votlini. Poleg kile v trebušni votlini se lahko pojavijo kile tudi drugod, na primer v hrbtenici zaradi izbokline delov medvretenčnih ploščic, pa tudi v lobanji, kjer povečani intrakranialni tlak vodi do kile delov možganov v »foramen magnum«.
V trebušni votlini lahko ločimo po nahajanju na primer razne vrste kil:
- stegenska kila (hernia femoralis)
- dimeljska kila (hernia inguinalis)
- popkovna kila (hernia umbilicalis)
- ventralna kila (hernia incisionalis – kila po operacijskem rezu)
- epigastrična kila (hernia epigastrica)
- lumbalna kila (hernia lumbalis)
- hiatusna kila (hernia hiatalis)
- Spigeliusova kila (hernia Spigelianis)